# 陳嘉佑
陳 嘉佑（ちん かゆう、繁体字: 陳嘉佑; 簡体字: 陈嘉佑; 拼音: Chén Jiāyòu; ウェード式: Ch'en Chia-you）は、清末・中華民国の軍人。湖南軍（湘軍）出身の軍人で、後に国民革命軍に属した。国民政府時代は反蔣介石派の軍人と目されている。字は護方、護黄。

## 事跡

### 初期の活動
清末に日本に留学し、1911年に陸軍士官学校第8期歩兵科を卒業した。1912年（民国元年）に湖南陸軍（湘軍）砲兵団団長に任命され、翌年3月、北京政府から陸軍歩兵上校に任ぜられる。
1915年（民国4年）12月、護国戦争の勃発に際して湖南省の実力者である譚延闓の推薦で、陳嘉佑は湖南護国軍の第1師第4梯団団長、第2師第3旅旅長と歴任した。以後、湖南省内では譚支持派の軍人と目されることになる。1916年（民国5年）11月、湘軍暫編第2師歩兵第3旅旅長に就任し、翌年3月、陸軍少将位を授与された。1920年（民国9年）、湖南整編第7防区司令となり、同年11月、湘軍第6混成旅旅長に任ぜられる。
1922年（民国11年）5月、陳炯明の反孫文（孫中山）クーデターに伴い、陳嘉佑は討賊湘軍第1路司令に任ぜられ、翌年8月、討賊湘軍第1軍軍長となっている。その後、広東省へ軍を率いて移り、駐粤湘軍第5軍軍長兼第8師師長となった。1924年（民国13年）1月、中国国民党第1回全国代表大会に代表として出席している。翌年初めに、湘軍整理処副総監兼湘軍講武堂堂長となり、同年8月、駐粤湘軍を改組した建国湘軍で第2軍教導師師長に任ぜられた。

### 北伐以後
1926年（民国15年）1月、陳嘉佑は国民党第2期中央執行委員候補に選出され、翌月、建国湘軍は国民革命軍第2軍に改編、陳が同軍軍長に抜擢された。7月、北伐が開始されると、陳は広東の留守を委ねられ、韶関警備司令を兼任している。1927年（民国16年）5月、武漢国民政府から第13軍軍長に任命され、9月には国民政府軍事委員会委員も兼任している。同年11月、唐生智が寧漢戦争を起こすと陳も唐を支持したが、蔣介石派の広東北路総指揮銭大鈞に敗北し、湖南省へ撤退した。
1928年（民国17年）1月、陳嘉佑の軍は国民革命軍第14軍に改称される。同年2月、周斕の後任として湖南省政府主席に任ぜられ、さらに国民党第2期4中全会で中央執行委員に選出された。5月に魯滌平が省政府主席に任ぜられると、省政府委員兼民政庁庁長に移っている。1929年（民国18年）3月、第2編遣区弁事処委員を兼任し、さらに国民党第3期中央監察委員候補に選出された。
1930年（民国19年）、反蔣派による国民党北平拡大会議が開催されると、陳嘉佑もこれに参加し、民衆訓練委員会委員に任ぜられる。しかし同年の中原大戦で反蔣派は敗北し、9月に陳は湖南省政府委員から罷免、さらに11月には国民党籍からの永久除籍処分まで受けた。1931年（民国20年）の満州事変（九・一八事変）勃発に伴う大同団結により、陳は国民党籍を回復、さらに11月には第4期中央監察委員候補に選出されている（1935年11月の第5期でも再選）。
1937年（民国26年）1月27日、病没。享年57。

## 注
1. ↑  徐友春主編『民国人物大辞典 増訂版』1474頁は「陳嘉祐」と表記している。
2. ↑  省民政庁庁長は同年10月末まで務めている。劉寿林ほか編『民国職官年表』757頁。